# Colaspidea globosa
Colaspidea globosa is een keversoort uit de familie bladkevers (Chrysomelidae). De wetenschappelijke naam van de soort werd in 1848 gepubliceerd door Küster.